# Sânmărghita, Cluj
Sânmărghita (în maghiară Szentmargita, în germană Margarethen) este un sat în comuna Mica din județul Cluj, Transilvania, România.

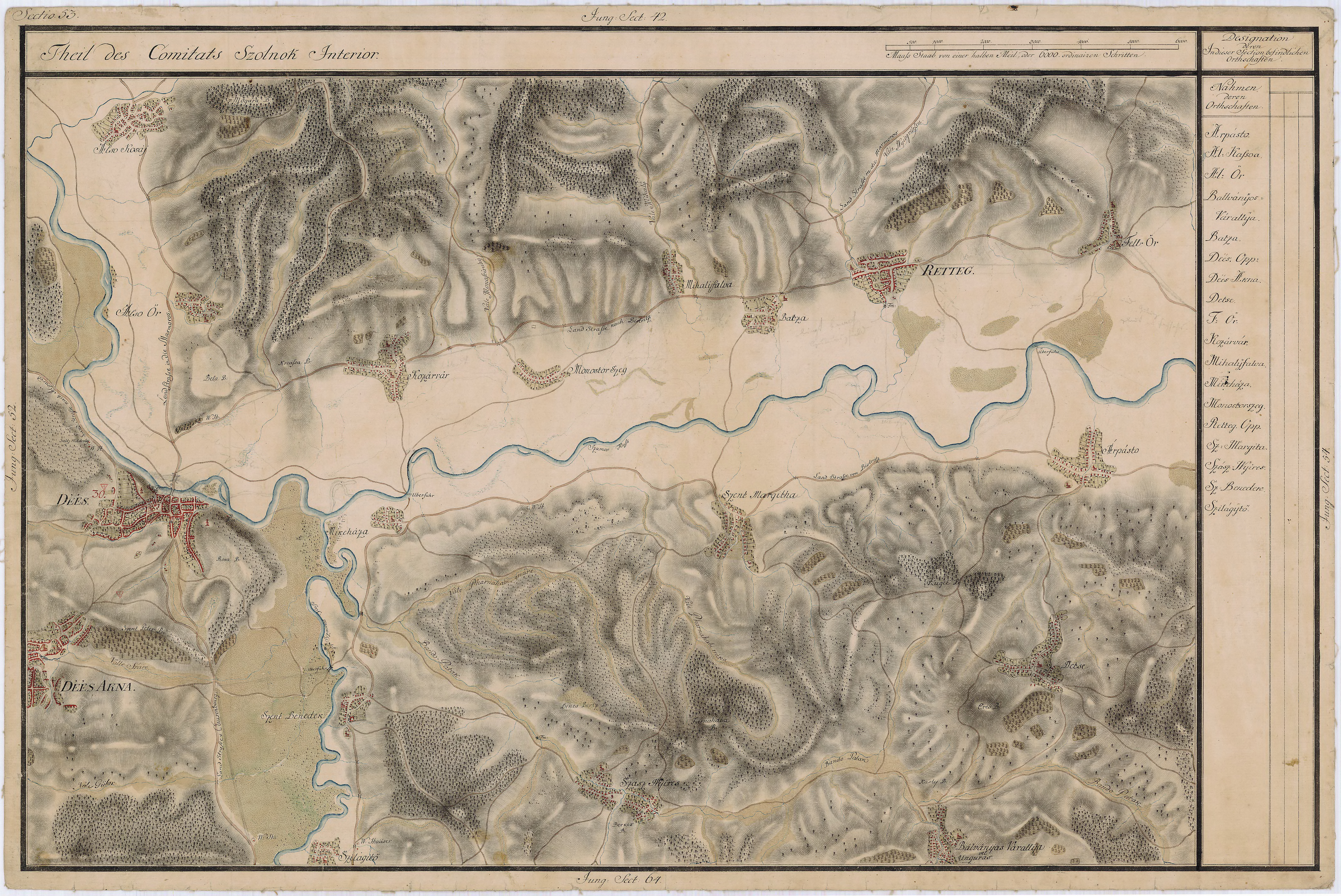
Sânmărghita pe Harta Iosefină a Transilvaniei, 1769-1773

## Date geologice
În subsolul localității se găsește un masiv de sare.
Pe teritoriul acestei localități se găsesc izvoare sărate, saramura fiind întrebuințată din vechi timpuri de către localnici.